# دييغو أنطونيو غونزاليس
دييغو أنطونيو غونزاليس (بالإسبانية: Diego Antonio González) هو لاعب كرة قدم مكسيكي، ولد في 2 يوليو 1995.